# Дмитровский тоннель
Дми́тровский тонне́ль — автомобильный тоннель в Москве, составная часть Дмитровского шоссе, построен в ходе реконструкции шоссе — в рамках строительства Северо-Западной хорды.

## Параметры
- Длина тоннеля — 694 м; 
  - закрытая часть составляет 112 метров[3] (по другим данным[4], 82 метра).
- Ширина тоннеля — 29 м.
  - 6 полос: по 3 (три) полосы в каждую сторону.
- Дублёры — также трёхполосные.
- Левый и правый проезды разделены железобетонной стеной; 
  - толщина — 0,8 метра.
- Конструкция тоннеля в закрытой части — рамная,
- Максимальная глубина тоннеля — 13,5 метра.
- Толщина лотка составляет от 0,6 до 1 м.
- Железобетонное перекрытие, толщина — 1 (один) метр;
  - опирается на боковые стены.

Располагается Дмитровский тоннель на пересечении Дмитровского шоссе и 3-го Нижнелихоборского проезда (между 91, 92, 94 и 95 районами Лихобор), а также — первой от МКАД эстакады в районе Долгопрудненского шоссе.

## История
Тоннель был введён в эксплуатацию 5 сентября 2013 года.
 
Генеральным подрядчиком по строительству объекта «Реконструкция Дмитровского шоссе: транспортная развязка на пересечении с 3-м Нижнелихоборским проездом» стало ООО «НПО Космос»; техническим заказчиком — ООО «ГорКапСтрой».
 
Проектная документация была утверждена Решением Правительства г. Москвы №5-УПД от 12.01.2012 г. и получила положительное заключение Мосгосэкспертизы № 77-1-0832-11 от 25.10.2011 г.; в соответствии с проектом было осуществлено строительство:
- транспортного туннеля для транзитного движения по направлению Дмитровского шоссе (по три полосы в каждом направлении);
- боковых проездов для организации местного движения транспорта и обеспечения разворотов по Дмитровскому шоссе;
- подземного пешеходного перехода на пересечении Дмитровского шоссе с 3-м Нижнелихоборским проездом;
- осуществлена реконструкция участка 3-го Нижнелихоборского проезда с расширением до 6 полос от Дмитровского шоссе в сторону Локомотивного проезда, — с плавным сопряжением с существующей четырехполосной проезжей частью;
- переустройство и строительство сетей инженерно-технического обеспечения;
- благоустройство и озеленение территории:
  - участки компенсационного озеленения по адресу: Лихоборская наб., владение 22, Дмитровское шоссе, владение 82-110;
  - всего было высажено 490 деревьев и 354 кустарника.
- Была осуществлена замена оконных блоков на шумозащитные: 
  - от дома № 38 корпус 1 до дома № 54 корпус 1 по чётной стороне Дмитровского шоссе и
  - от дома № 51 корпус 1 до дома № 65 корпус 1 по нечётной стороне,
  - а также в домах № 11 и 14 корпус 1 по 3-му Нижнелихоборскому проезду.

## Интересные факты
- Стоимость строительства Дмитровского тоннеля входит в стоимость реконструкции Дмитровского шоссе, которая в сумме составила более 20 миллиардов рублей[6][уточнить].

- Тоннель подвержен затоплениям грунтовыми водами[7].